# 読売新聞東京本社

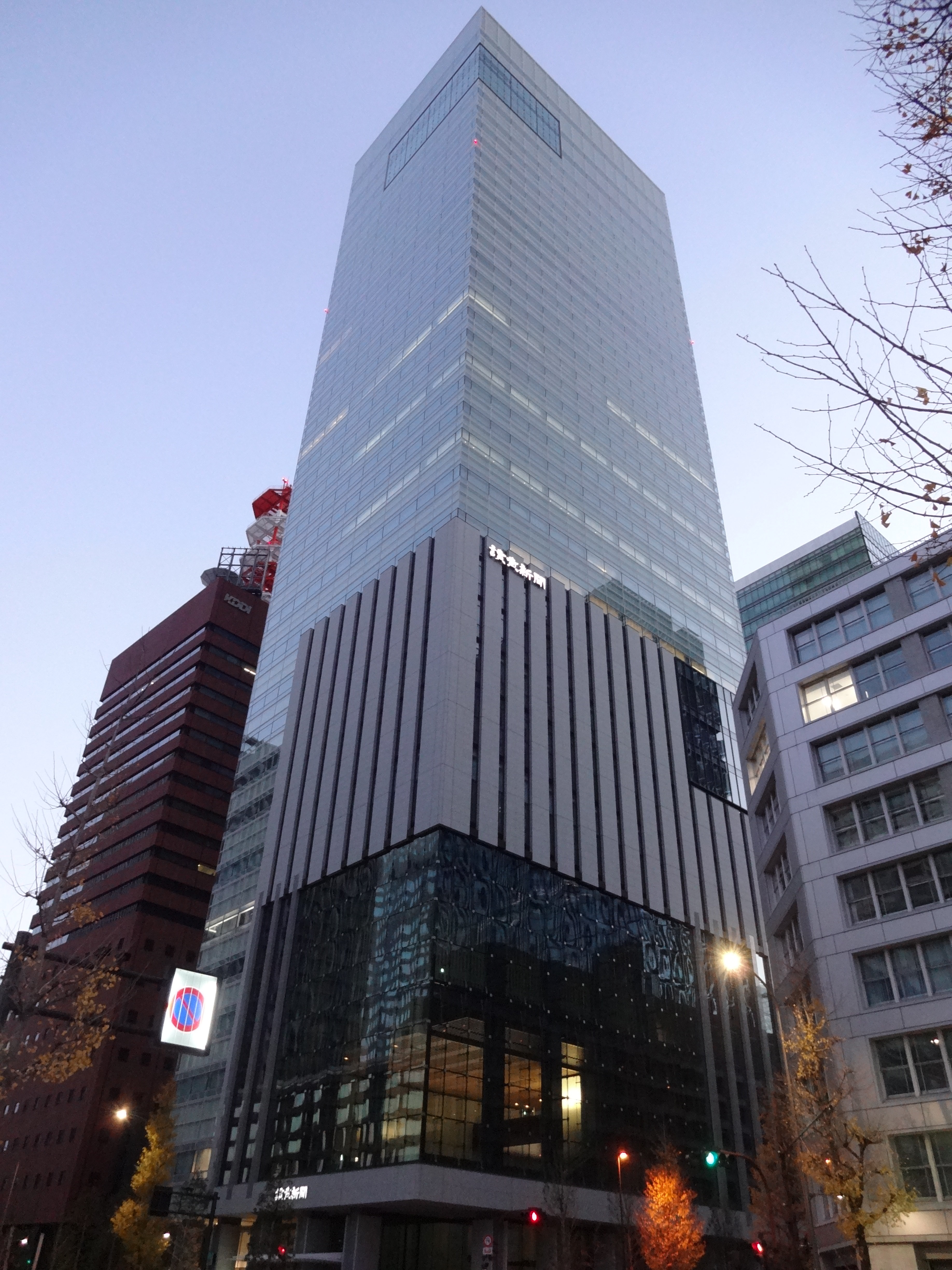
読売新聞東京本社ビル（千代田区大手町）

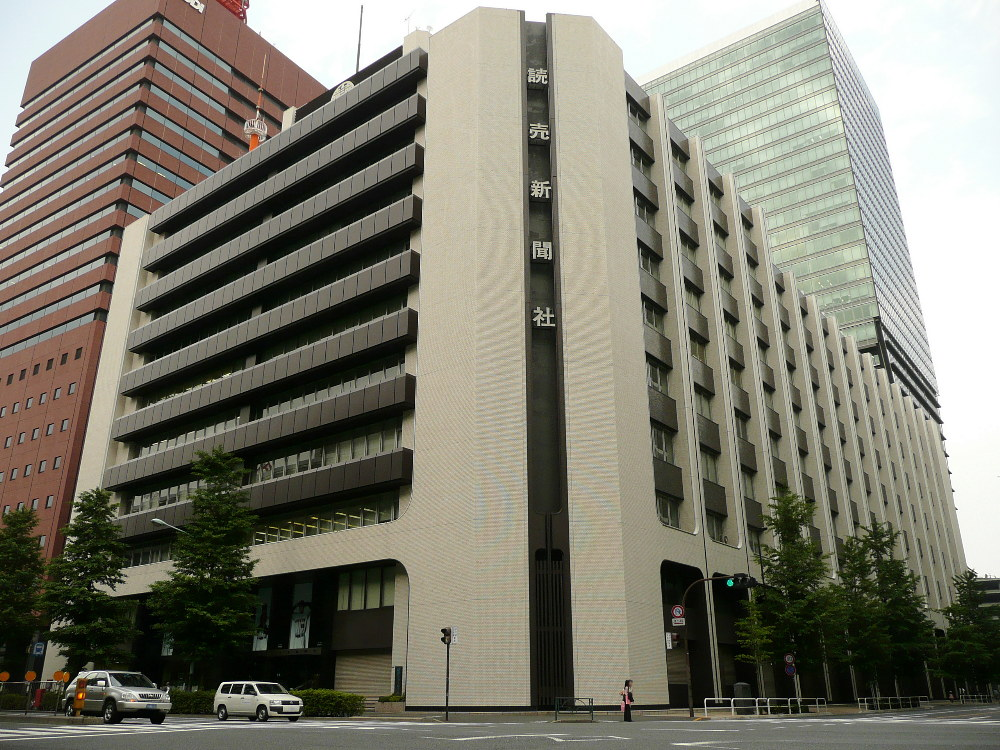
読売新聞旧東京本社ビル（千代田区大手町、現存せず。）

株式会社読売新聞東京本社（よみうりしんぶんとうきょうほんしゃ）は、関東と北海道、東北、甲信越、静岡県、北陸（福井県は除く）の各地方並びに東海3県（三重県伊賀地方は除く）向けに読売新聞を印刷・発行する読売新聞の地域本社で、読売グループの中核企業である。朝刊発行部数は417万部であり、読売新聞の地域本社の中で最も多い。
歴史などについては読売新聞を参照。

## 概要
2002年7月1日、読売新聞グループの再編により、東日本の読売新聞発行本社であった株式会社読売新聞社がグループ持株会社及び読売新聞社の法人事業継承会社として株式会社読売新聞グループ本社と、読売新聞社の編集・発行事業継承会社として株式会社読売新聞東京本社の2社に会社分割した。同時に、株式会社よみうり（旧・読売興業株式会社）が運営していた読売巨人軍と読売新聞西部本社も会社分割による独立会社として読売新聞グループ本社の完全子会社となった（よみうりは持株会社移行に伴い解散した）。よみうりが運営していた読売新聞中部本社（旧・中部読売新聞社→中部読売新聞本社）は、よみうりの会社分割で東京本社に吸収合併され、東京本社の支社に格下げされて読売新聞中部支社になった。

## 本社・支社所在地
東京本社

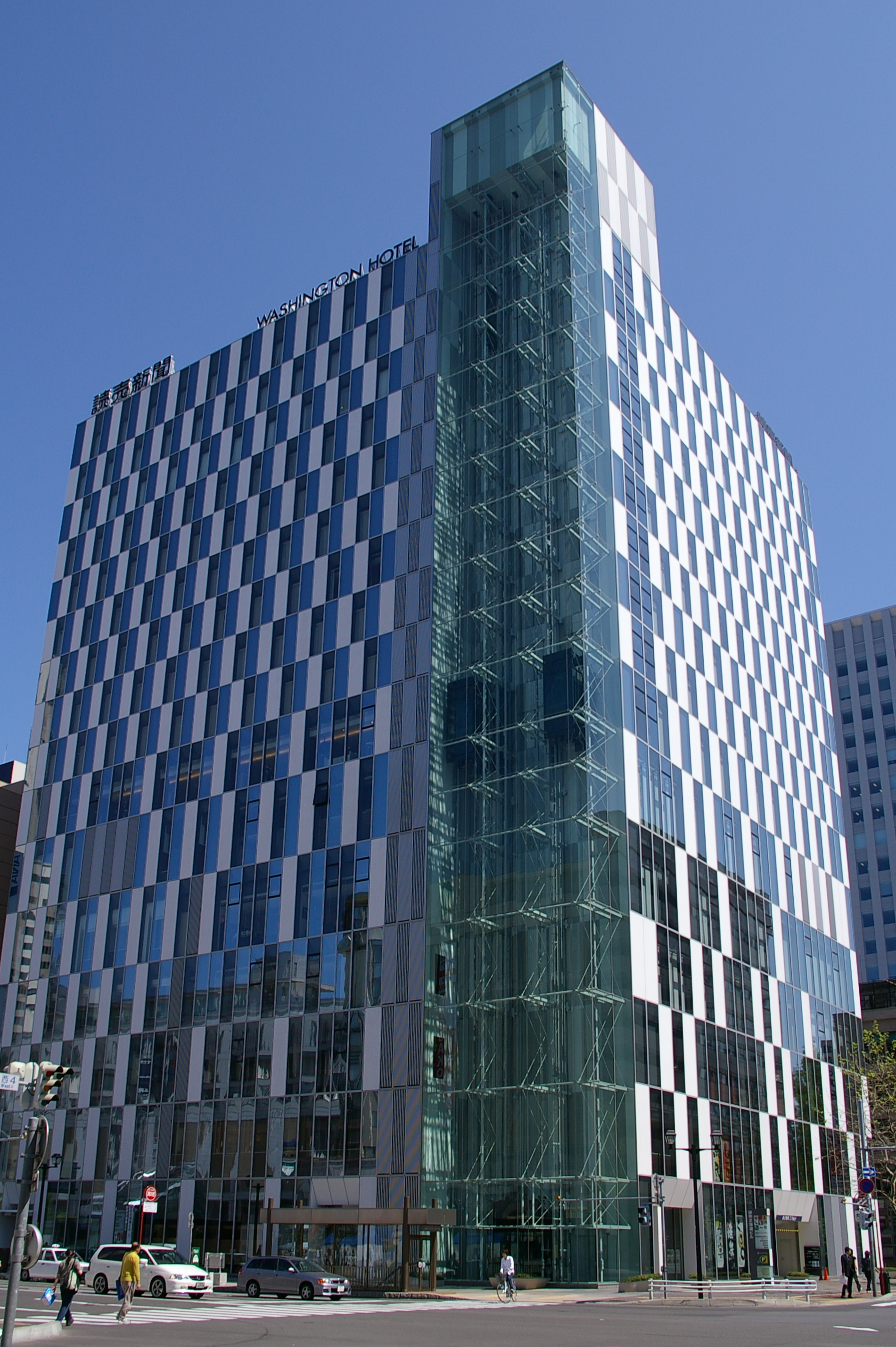
読売新聞東京本社の支社である北海道支社（札幌市中央区）

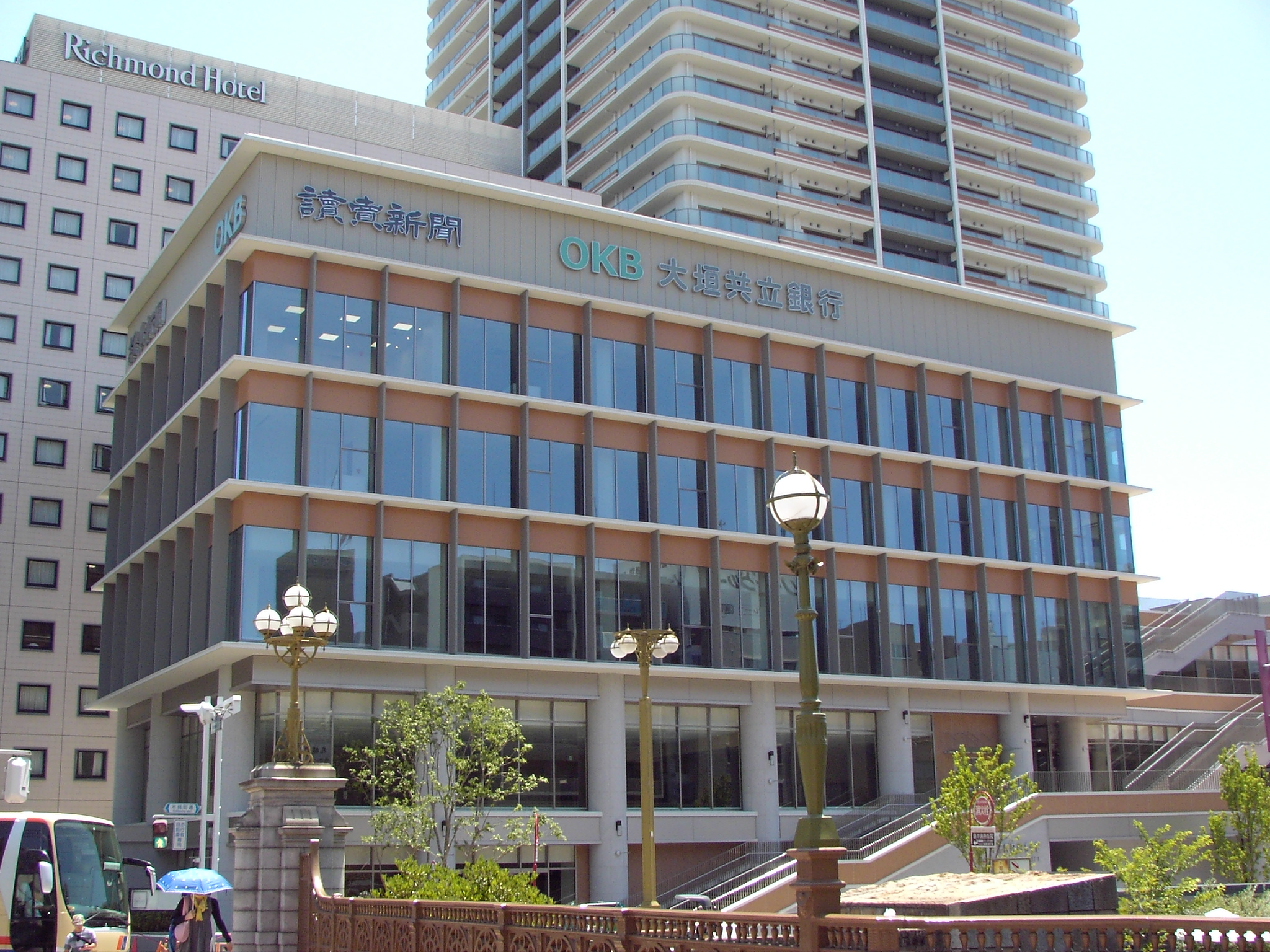
読売新聞東京本社の支社である中部支社新社屋（名古屋市中区、テラッセ納屋橋内）

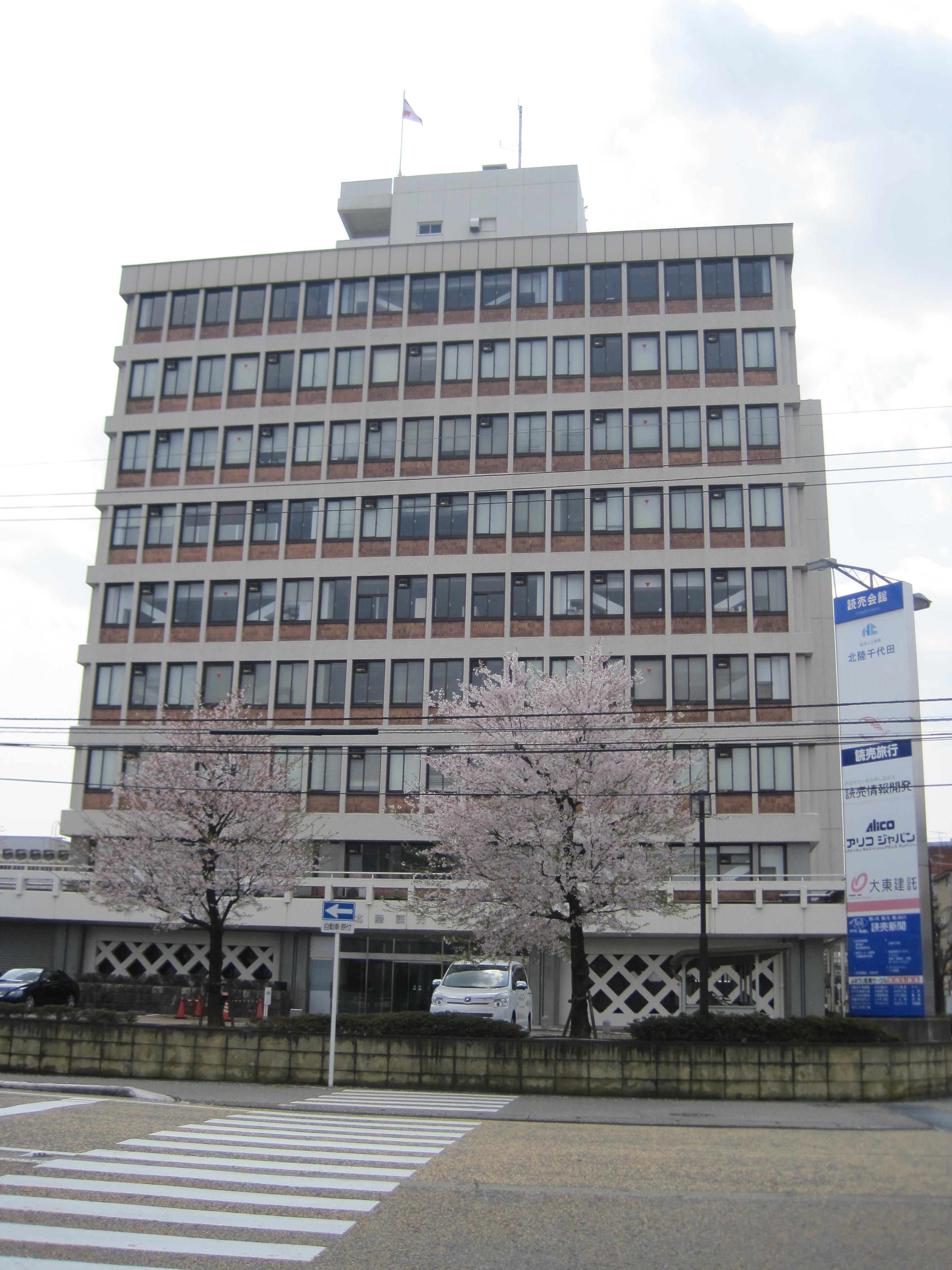
読売新聞東京本社の支社である北陸支社（富山県高岡市）

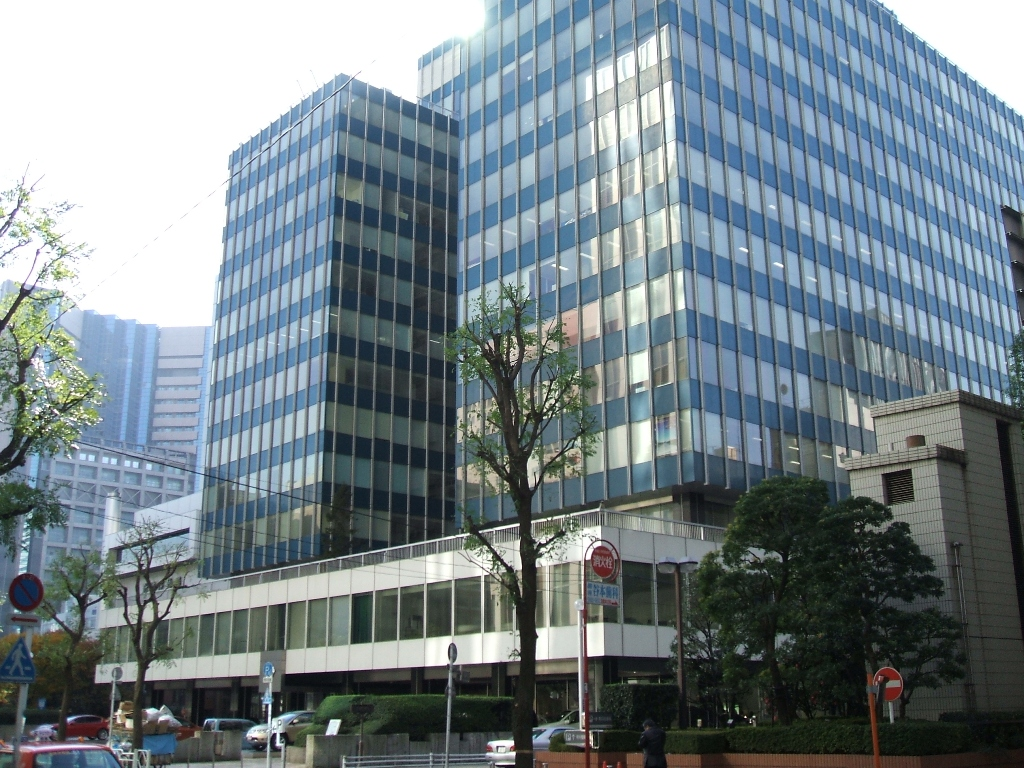
読売新聞東京本社が社屋建て替えの間仮本社として使用していた旧日産自動車本社ビル（中央区銀座）

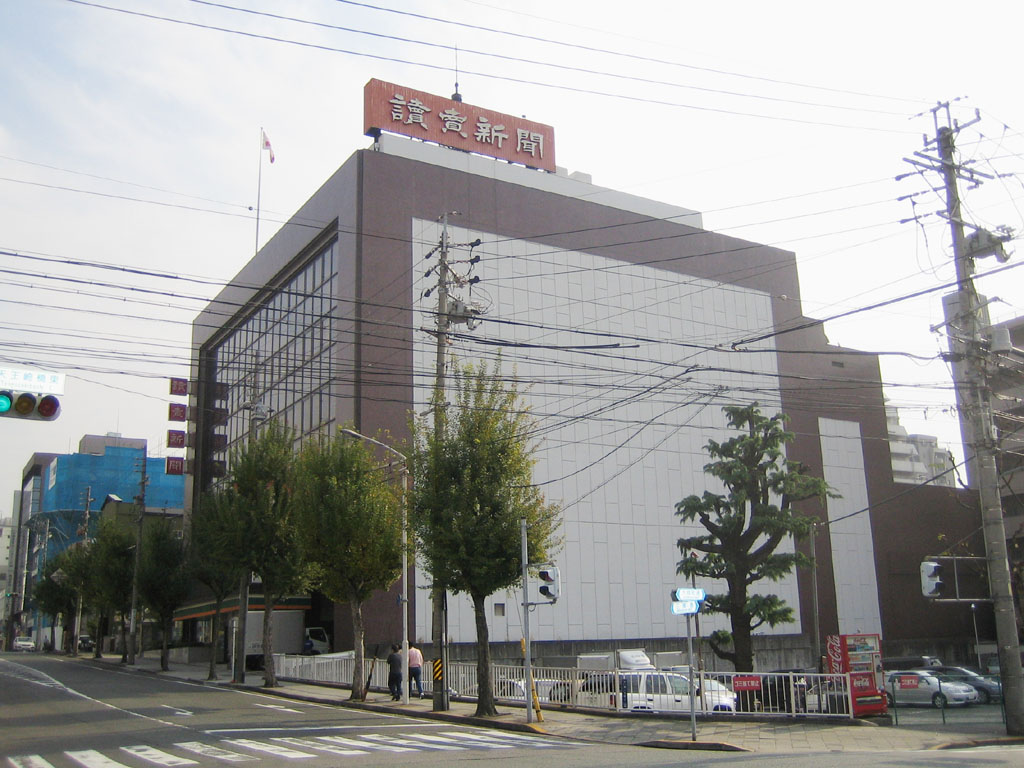
読売新聞中部支社の旧社屋（名古屋市中区、2017年7月17日まで）

- 東京都千代田区大手町一丁目7番1号 読売新聞ビル　郵便番号100-8055
本社所在地は読売新聞グループ本社と同一である[1]。
2013年11月に2代目大手町社屋として竣工。2014年1月6日、2010年9月に仮移転していた中央区銀座の日産自動車旧本社ビルから移転して業務開始。地上33階・地下3階、高さ200mの高層ビル[2]である。
1971年に竣工した初代大手町社屋は2010年9月まで使用された。
- 初代大手町社屋に移転する前は、東京都中央区銀座3丁目の現在読売銀座ビル（プランタン銀座→マロニエゲート）が建っている場所に本社があった。
なお大東亜戦争中の『讀賣報知』という題号だった時代は、東京都麹町区（現・千代田区）有楽町の旧報知新聞社本社（現・読売会館）に一時移転していた。

北海道支社
- 北海道札幌市中央区北4条西4丁目1 郵便番号060-8656

北陸支社
- 富山県高岡市下関町4番5号 郵便番号933-8543

中部支社
- 愛知県名古屋市中区栄一丁目2番1号 郵便番号460-8470
旧社屋（名古屋市中区栄1-17-6）は「中部読売新聞社」の本社社屋として1973年に竣工。2017年7月18日、旧社屋から200メートル北側の広小路通沿いに面した場所に建設された「納屋橋東地区市街地再開発」（テラッセ納屋橋）の商業・業務棟の3〜5階に移転[3]。

東北統括本部
- 宮城県仙台市青葉区一番町二丁目1番2号 NMF仙台青葉通りビル5階 郵便番号980-0811
読売新聞の東北地方においての販売促進と文化事業の強化のため、2018年11月に新設。

## 総支局

### 総局
東北（仙台）のみ

### 支局
北海道支社管内
函館、旭川、釧路、小樽、北見、苫小牧、岩見沢、夕張
東北統括本部管内
- 青森、八戸、弘前
- 盛岡、北上、釜石
- 大崎、石巻
- 秋田、大仙
- 山形、米沢
- 福島、郡山、いわき、会津若松

本社直轄
- 水戸、土浦、つくば、日立
- 宇都宮、小山、日光
- 前橋、高崎、太田、藤岡
- さいたま、所沢、熊谷、春日部
- 千葉、成田（成田空港内）、京葉（船橋）、柏
- 江東（墨田）、武蔵野、立川、八王子、府中
- 横浜、川崎、田園都市（横浜市青葉区）、厚木、湘南（鎌倉）、横須賀
- 新潟、長岡、上越
- 長野、松本、諏訪
- 甲府、郡内（都留）
- 静岡、浜松、沼津

北陸支社管内
- 富山、高岡、砺波、魚津
- 金沢、能登（七尾）、加賀（小松）

中部支社管内
- 岐阜
- 豊橋、岡崎、豊田、中部空港（常滑）
- 津、四日市

※伊賀上野（伊賀）は大阪本社管轄

### 備考
- 東海3県（愛知・岐阜・三重）は、1988年5月31日までは東京本社の管轄だった。系列紙の「中部読売新聞」が読売本体との合併に伴い「読売新聞」と題号を変更した同年6月1日から中部本社の管轄に変更されたが、2002年の読売グループ再編で中部本社が東京本社の支社に格下げされて14年ぶりに東京管轄に"復帰"した。また、読売本体では東京管轄だった三重県伊賀地方は中部本社発足の日と同時に大阪本社の管轄に変更された。
  - なお中部読売が読売本社と合併するまでは、東京本社製作の東海版と、中部読売が併売されていた。なお番組表は静岡県西部向け「遠州版」を流用したため、民放の1番手は在静局のものから掲載されていた。その番組表と、地方版[注 1]を除けば特に大きな差異はなかった。[4]
- 朝日、毎日など他の全国紙は三重県では沿岸部から尾鷲市以北までは名古屋管轄で、読売を含めた伊賀地方及び読売以外の東紀州地方（熊野市以南）は大阪管轄となるが、読売だけは東紀州地方も東京本社傘下の中部支社管轄となる。
- 北陸地方のうち福井県は、大阪本社発足以前は東京の管轄だったが、1952年に大阪でも読売新聞を発行するようになってからは、近畿地方に近いことから福井県のみ大阪管轄に変更された。
- 富山県と石川県では、1961年、当時の社主であった正力松太郎の出身地に近い高岡市に北陸支社を設立し、現地印刷を開始した。
  - 富山・石川の2県では読売新聞、北陸中日新聞（中日新聞系）、北國新聞（富山新聞含む）の3グループがしのぎを削っている。ちなみに富山県では唯一の完全地元紙である北日本新聞に次いで読売新聞の読者が多い。

## 地方版
ここでは東京本社発行の地方版のみ記述。

### 関東地方
東京都
- 都民版
- 江東版
- 武蔵野版
- 多摩版

神奈川県
- 横浜版
- 川崎版
- 田園都市版
- 横須賀版
- 相模版
- 湘南版

千葉県
- 千葉中央版
- 京葉版
- 東葛版
- 房総版

埼玉県
- 埼玉中央版
- 埼玉東部版
- 埼玉西部版

その他の県版
- 茨城版
- 栃木版
- 群馬版

### 静岡・甲信越地方
静岡県
- 静岡（中東部・伊豆）版
  - 2021年10月1日、中部版・東部・伊豆版を統合し、「静岡」に統一された。
- 遠州版

長野県
- 長野（北信・中南信）版

その他の県版
- 山梨版
- 新潟版

### 東北地方
宮城県
- 仙台圏版
- 宮城版

その他の県版
- 青森版
- 岩手版
- 秋田版
- 山形版
- 福島版

## 工場
東京・神奈川に6か所ある読売新聞東京本社直接子会社である 「読売プリントメディア」、および2020年4月に岩手日日新聞から事業譲渡を受け読売新聞の完全子会社となった「青森読売プリントメディア」（2020年10月1日「青森高速オフセット」より社名変更）と、中部支社管内の愛知県内にある「東海プリントメディア」の工場を除けば、外部企業や地方紙への印刷委託を取っている。なお読売プリントメディアの工場でも読売新聞紙版の部数減により能力に余裕が出来たため、創価学会の機関紙聖教新聞の印刷を一部受託している。
読売新聞グループの印刷会社
- 東京北（読売プリントメディア＝読売東京本社完全出資）
- 江東清澄（同上）
- 江東木場（同上）
- 港南（報知新聞社=読売新聞グループ（スポーツ報知発行元））
- 府中（読売プリントメディア）
- 鶴見（同上）
- 瀬谷（同上）
- 弘前（青森読売プリントメディア=読売東京本社完全出資。2020年9月30日までは青森高速オフセットとして岩手日日グループだった）
- 郡山（福島民友新聞社=読売新聞グループ）
- 清須（東海プリントメディア=竹田印刷・読売東京本社共同出資）

外部の印刷会社・および地方紙への委託印刷
- 北広島（トッパンメディアプリンティング北海道）
- 帯広（十勝毎日新聞社工場）
- 仙台（仙台高速オフセット=岩手日日グループ）
- 栃木（栃木高速オフセット=同上）
- 茨城西（アサガミプレス茨城（アサガミプレスセンター子会社）=茨城新聞も委託印刷）
- 船橋（朝日プリンテック船橋工場=朝日新聞グループ）
- 藤岡（光村高速オフセット=光村印刷・読売東京本社共同出資。2025年6月18日に群馬高速オフセットより社名変更）
- 川越（同上）
- 江東塩浜（アサガミプレスセンター）
- 新潟（新潟日報社印刷センター）
- 富山（北日本新聞社 創造の森 越中座）

大手町の旧本社時代には同工場で夕刊フジ（産業経済新聞社発行）の都心向け紙面の印刷を受託していたが、取り壊し・改築のため2010年8月にこの受託印刷も中止となった。
仙台工場は、かつて宮城県仙台市宮城野区に所在していたが、2011年3月11日に発生した東日本大震災により工場が被災して使用できなくなった為、仙台市泉区にある河北新報社の工場で受託印刷を行っていたが、2015年3月に仙台市郊外の大和町に新工場が完成して稼動を開始、同時に産経新聞とサンケイスポーツ（いずれも産業経済新聞社発行）の受託印刷も開始した。

## 業績推移
| 決算年度 | 売上高  | 経常利益 | 当期純利益 |
| -------- | ------- | -------- | ---------- |
| 2005年度 | 324,315 | 19,121   | 47,408     |
| 2006年度 | 317,829 | 17,745   | 11,141     |
| 2007年度 | 316,586 | 15,363   | 5,813      |
| 2008年度 | 302,752 | 6,276    | ▲3,751     |
| 2009年度 | 287,167 | 7,488    | 4,387      |
| 2010年度 | 278,173 | 15,837   | 1,472      |
| 2011年度 | 278,997 | 17,842   | 8,656      |
| 2012年度 | 282,828 | 19,820   | 10,357     |
| 2013年度 | 273,017 | 16,604   | 10,596     |
| 2014年度 | 261,913 | 15,798   | 9,613      |
| 2015年度 | 250,391 | 13,426   | 8,093      |
| 2016年度 | 252,539 | 7,383    | 5,215      |
| 2017年度 | 236,958 | 8,540    | 5,771      |
| 2018年度 | 231,551 | 6,234    | 4,481      |
| 2019年度 | 225,850 | 5,532    | 6,951      |
| 2020年度 | 206,060 | 32       | ▲876       |
| 2021年度 |         |          |            |
| 2022年度 | 170,134 | 5,780    | 3,501      |
| 2023年度 | 157,315 | 1,169    | 3,463      |
| 2024年度 | 164,545 | 4,413    | 6,674      |

※単位：百万円

## 夕刊の有無
- 北海道[注 2]の道央を中心とした一部地区[注 3]、及び関東地方と山梨県、静岡県、富山県[注 4]、石川県[注 4]はセット版（夕刊あり）。他の地区は朝刊（統合版）のみ。
  - 静岡版は地理的・企業上の関係により、東部・伊豆・中部向けの朝刊が横浜市瀬谷区、西部向けの朝刊、及び全域向けの夕刊は愛知県清須市[注 5]の工場で発行している。
  - またセット版の都県であっても離島・山間部（房総半島東南部などの地域）など一部朝刊（統合版）のみの場合がある。

## 番組表

### 最終面
2011年7月24日の地上デジタル放送完全移行に伴い、在京キー局の並びがリモコンキーID順に再編された。なお、朝日新聞、毎日新聞、日本経済新聞、産経新聞などの首都圏版でも、リモコンキーID順に再編されている。なお後述する首都圏以外の版については、首都圏版とは異なりリモコンID順の配列とはなっておらず、基本的には最初は日テレ系各局、次に在京キー局のアナログ放送時代のチャンネル順（TBS→フジテレビ→テレビ朝日→テレビ東京）に準じた配列となっており、系列局が無い場合は隣県などの放送局（日テレ系優先だが、一部例外あり）を配置している。BS各局は首都圏版と同じ配列での収録である。
首都圏版（茨城・栃木・群馬・山梨東を含む）
- フルサイズ…NHKテレビ（東京）、NHK Eテレ（東京）、日本テレビ、テレビ朝日、TBSテレビ、テレ東、フジテレビ

青森版
- フルサイズ…NHKテレビ（青森）、NHK Eテレ（青森）、青森放送、青森テレビ、青森朝日放送、めんこいテレビ、TVHテレビ

宮城版
- フルサイズ…NHKテレビ（仙台）、NHK Eテレ（仙台）、ミヤギテレビ、tbcテレビ、仙台放送、東日本放送、福島中央テレビ

秋田版
- フルサイズ…NHKテレビ（秋田）、NHK Eテレ（秋田）、秋田放送、秋田テレビ、秋田朝日放送、IBCテレビ、テレビユー山形

山形版
- フルサイズ…NHKテレビ（山形）、NHK Eテレ（山形）、山形放送、テレビユー山形、さくらんぼテレビ、山形テレビ、ミヤギテレビ

福島版
- フルサイズ…NHKテレビ（福島）、NHK Eテレ（福島）、福島中央テレビ、テレビユー福島、福島テレビ、福島放送、テレ東

新潟版
- フルサイズ…NHKテレビ（新潟）、NHK Eテレ（新潟）、テレビ新潟、新潟放送、NST、新潟テレビ21、テレ東

山梨版
- フルサイズ…NHKテレビ（甲府）、NHK Eテレ（甲府）、YBSテレビ、テレビ山梨、フジテレビ、テレビ朝日、テレ東

長野版
- フルサイズ…NHKテレビ（長野）、NHK Eテレ（長野）、テレビ信州、信越放送、長野放送、長野朝日放送、テレ東

静岡版
- フルサイズ…NHKテレビ（静岡）、NHK Eテレ（静岡）、Daiichi-TV、SBSテレビ、テレビ静岡、静岡朝日テレビ
- ハーフサイズ…テレ東、テレビ愛知

各版共通
- ハーフサイズ…NHK BS
- 3分の1サイズ…BS日テレ、BS朝日、BS-TBS、BSテレ東、BSフジ、WOWOWプライム、BS10、BS11 イレブン、BS12、

### 中面
中面は都県域地上波・BS・CS・AM・短波・FM各局の番組表が掲載されているが都県ごとに構成が異なる。
首都圏版（茨城・栃木・群馬、山梨東を除く）
- 地上波テレビ…TOKYO MX1・2、tvk、チバテレ、テレ玉、群馬テレビ
- AMラジオ…栃木放送、LuckyFM
- FMラジオ…TOKYO FM、J-WAVE、FMヨコハマ、BAYFM、NACK5、interfm、FM FUJI

首都圏北版（茨城・栃木・群馬）
- 地上波テレビ…群馬テレビ、とちぎテレビ、テレ玉、チバテレ、TOKYO MX1・2、NHK総合ローカル（水戸・宇都宮・前橋）
- AMラジオ…栃木放送、LuckyFM
- FMラジオ…TOKYO FM、J-WAVE、FM GUNMA、RADIO BERRY、NACK5、BAYFM

青森版
- 地上波テレビ…HBCテレビ、STVテレビ、HTBテレビ、UHBテレビ、テレビ岩手
- AMラジオ…青森放送、STVラジオ、HBCラジオ、IBCラジオ、秋田放送
- FMラジオ…FM青森、AIR-G'、FM岩手

宮城版
- 地上波テレビ…福島放送、テレビユー福島、福島テレビ、山形放送、テレビ岩手
- AMラジオ…tbcラジオ、ラジオ福島、山形放送
- FMラジオ…Date fm、ふくしまFM、FM山形、FM岩手

秋田版
- 地上波テレビ…青森放送、青森朝日放送、青森テレビ、山形放送、山形テレビ
- AMラジオ…秋田放送、青森放送、山形放送、tbcラジオ、IBCラジオ
- FMラジオ…FM秋田、FM青森、FM山形

山形版
- 地上波テレビ…東日本放送、TBCテレビ、仙台放送、テレビ新潟、秋田放送
- AMラジオ…山形放送、tbcラジオ、新潟放送、秋田放送
- FMラジオ…FM山形、Date fm、FM新潟

福島版
- 地上波テレビ…日本テレビ、テレビ朝日、TBSテレビ、フジテレビ、ミヤギテレビ
- AMラジオ…ラジオ福島、tbcラジオ、山形放送
- FMラジオ…ふくしまFM、TOKYO FM、J-WAVE、Date fm

新潟版
- 地上波テレビ…日本テレビ、テレビ朝日、TBSテレビ、フジテレビ、テレビ信州
- AMラジオ…新潟放送、信越放送、KNBラジオ、山形放送
- FMラジオ…FM新潟、FM長野、TOKYO FM、J-WAVE

山梨版
- 地上波テレビ…日本テレビ、TBSテレビ、tvk、TOKYO MX1・2、Daiichi-TV
- AMラジオ…YBSラジオ、SBSラジオ、信越放送
- FMラジオ…FM FUJI、TOKYO FM、J-WAVE、K-MIX、FM長野

山梨東版
- 地上波テレビ…NHKテレビ（甲府）、YBSテレビ、テレビ山梨、tvk、TOKYO MX1・2
- AMラジオ…YBSラジオ、SBSラジオ
- FMラジオ…FM FUJI、TOKYO FM、J-WAVE、FMヨコハマ、NACK5、interfm

長野版
- 地上波テレビ…日本テレビ、テレビ朝日、TBSテレビ、フジテレビ、中京テレビ
- AMラジオ…信越放送、CBCラジオ、TOKAI RADIO
- FMラジオ…FM長野、TOKYO FM、J-WAVE、FM AICHI、ZIP-FM

静岡版
- 地上波テレビ…tvk、日本テレビ、テレビ朝日、TBSテレビ、フジテレビ
- AMラジオ…SBSラジオ、CBCラジオ、TOKAI RADIO
- FMラジオ…K-MIX、TOKYO FM、J-WAVE、FM AICHI、ZIP-FM

各版共通
- 地上波テレビ…NHK Eテレサブ
- BS、CS…NHK BSプレミアム4K、NHK 8K、民放系 4K（各局の4K画質制作の番組を紹介）、WOWOWライブ、同シネマ、WOWOWプラス、BS10スターチャンネル、BSアニマックス、J SPORTS1、同2、同3、同4、日本映画専門チャンネル、時代劇専門チャンネル、ディズニー・チャンネル、BSよしもと、チャンネルNECO、LaLa TV、放送大学テレビ、放送大学BSラジオ
- CS（日テレ系）…日テレプラス、日テレジータス、日テレNEWS24（日テレNEWS24は他2チャンネルから見てさらに小さいサイズとなっており、その下段にこれらのチャンネルがスカパー!、ケーブルテレビで視聴できる旨のお知らせと、その問い合わせ電話番号を記載している）
- AMラジオ…NHK第1、NHK第2、TBSラジオ、文化放送、ニッポン放送、ラジオ日本、AFN
- 短波ラジオ…ラジオNIKKEI
- FMラジオ…NHK-FM

備考
※ラジオ各局については、東北全県と、新潟、山梨、長野、静岡県の各局は局名カットの箇所は親局の周波数を掲載し、それ以外については掲載収録地域の主要放送支局・中継局の周波数を地域ごとの一覧で掲載している（中部支社版、北陸支社版、北海道支社版も同様。また夕刊は親局のみ）。

### 夕刊

#### 首都圏版
最終面
- フルサイズ…NHKテレビ、NHK Eテレ、日本テレビ、テレビ朝日、TBSテレビ、テレ東、フジテレビ
- クォーターサイズ…NHK BS、BS日テレ、WOWOWプライム

中面
- BS放送…BS朝日、BS-TBS、BSテレ東、BSフジ、WOWOWシネマ、同ライブ、スターチャンネル、BS11 イレブン、BS12、NHK BSプレミアム4K、放送大学テレビ、放送大学BSラジオ
- CS放送…日テレジータス、日テレプラス
- 地上波テレビ…TOKYO MX1、tvk、チバテレ、テレ玉、群馬テレビ、とちぎテレビ
- AM・短波ラジオ…NHK第1、NHK第2、TBSラジオ、文化放送、ニッポン放送、ラジオ日本、栃木放送、LuckyFM、ラジオNIKKEI
- FMラジオ…NHK-FM、TOKYO FM、J-WAVE、FMヨコハマ、BAYFM、NACK5、interfm、FM FUJI、FM GUNMA、レティオ・ベリー

#### 静岡版
最終面
- フルサイズ…NHKテレビ（静岡）、NHK Eテレ、Daiichi-TV、SBS、テレしず、静岡朝日テレビ、テレ東
- クォーターサイズ…首都圏版と同じ

中面
- 地上波テレビ…日本テレビ、TBSテレビ、フジテレビ、テレビ朝日、tvk
- AM・短波ラジオ…NHK第1、NHK第2、SBSラジオ、CBCラジオ、TOKAI RADIO、TBSラジオ、文化放送、ニッポン放送、ラジオ日本、YBSラジオ、ラジオNIKKEI
- FMラジオ…NHK-FM、K-MIX、FM AICHI、ZIP-FM、TOKYO FM、J-WAVE、FMヨコハマ、interfm、FM FUJI
- BS・CS放送…首都圏版と同じ

### 備考
- 読売新聞国際版（欧州・アジア地区にて展開）では、上記首都圏向けの内容をそのまま収録している。

## 発行物

### 各種新聞
- 読売新聞（東京本社・北海道支社・北陸支社・中部支社管内）
- 読売新聞国際版（香港、バンコク、ロンドン、パリで現地印刷）
- ジャパン・ニューズ（旧ザ・デイリー読売）
- 読売KODOMO新聞（2011年3月創刊）
- 読売中高生新聞（2014年11月創刊）
- 読売新聞縮刷版
- スポーツ報知中部版（東海3県においては株式会社報知新聞社ではなく、読売新聞中部支社からの発行。いわゆるフランチャイズ契約。1979年、旧・中部読売新聞社時代に『報知スポーツ』として創刊。1996年に現在の題字になる）

### 過去の発行物

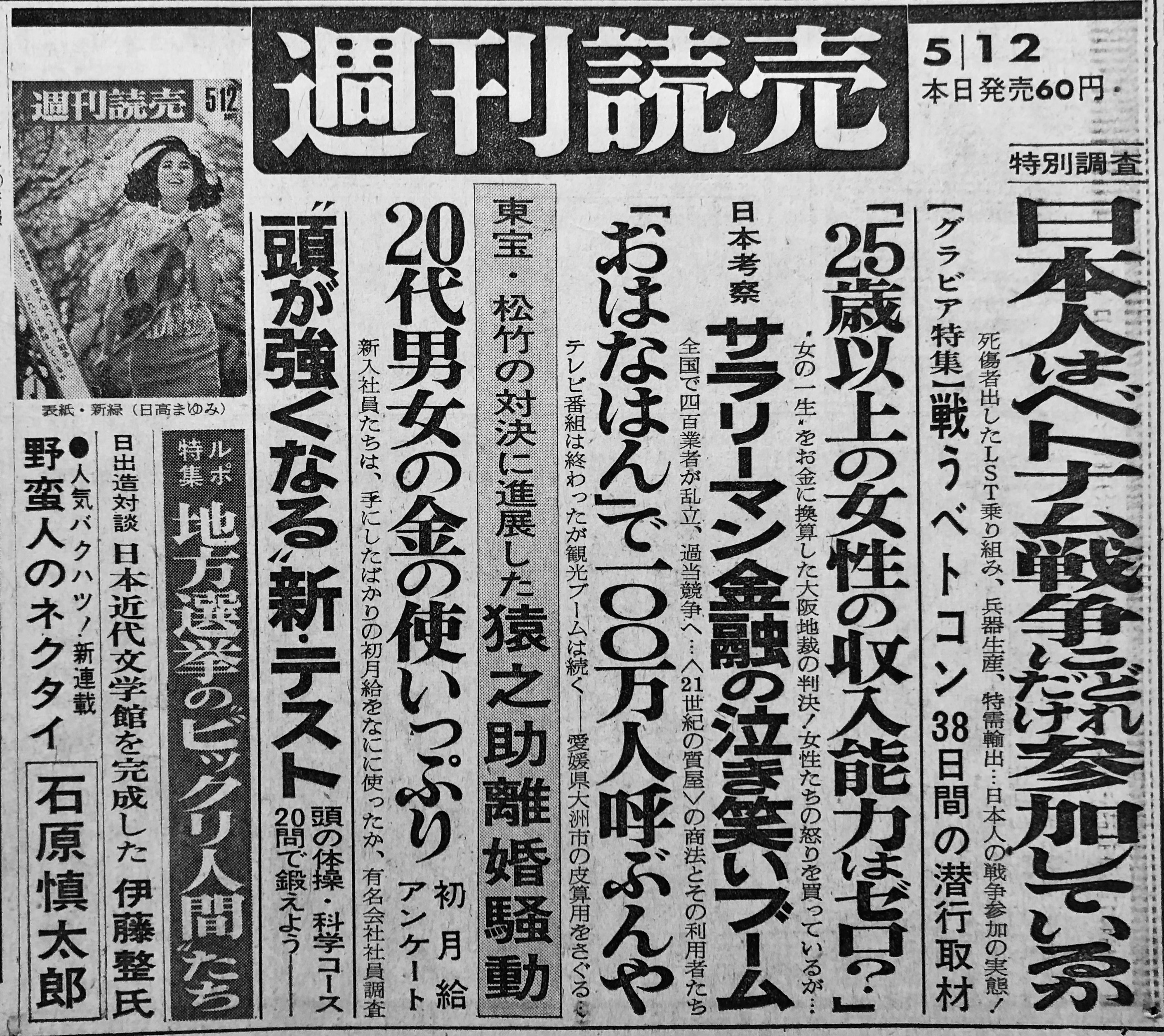
『週刊読売』1967年5月12日号

- 読売ウイークリー
- 大相撲
- THIS IS 読売

オピニオン雑誌。1984年に『This is』として創刊し、書店で市販するにあたって改題（1990年）。1999年に廃刊。
- YOMIURI PC

雑誌は現在発行していないが、書籍に関しては「読売新聞社」名義で一部刊行されている

## 映像部門
映像部を保有し、読売映像（旧・読売映画社）製作協力のもと、日本テレビ放送網他、NNS/NNN系列（ただし、NNNネットワーク協定の対象外のため、ネットされなかった局、他系列で放送された地域もある）に向けて、次の番組が制作・放送された。
- 読売新聞ニュース→読売新聞は～い夕刊（地上波。夕刊版。1975年3月までは3社ニュースの扱いとして、TBSテレビ向けにも放送。新聞社との資本整理後は2000年9月の終了まで日テレ系を中心として、夕刊の記事を抜粋して放送した。1996年改題。ただし讀賣テレビ放送（大阪本社）に限り、1982年4月から番組終了の2000年9月までは企画ネット番組扱いで自社制作し、「は～い夕刊」への改題後も「読売新聞ニュース」のままで放送した）
- 読売新聞あすの朝刊→読売新聞は～い朝刊（地上波。深夜版。タイトルの通り翌日<実際の日付では当日>の朝刊から記事を抜粋して伝えた。1996年改題　2000年10月、夕刊共々終了）
- ニュース&カルチャータイム（G+スポーツ&ニュース→日テレG+　2002年4月〜2012年3月　同4月より日テレCSの報道番組を日テレNEWS24へ一本化したことにより終了）
  - 読売ニュースナビ
  - 小町テレビ
  - どれどれトーク
  - Do!カルチャー
  - 読響名曲の散歩道
  - 読売スペシャル
  - 医療ルネサンス
  - 青森探偵A
  - マゴマゴタイムズ
  - とことん!歴史館
  - 言い得て妙
  - シネマの小箱